# Epictia albipuncta
Espèce
Synonymes
- Stenostoma albifrons var. albipuncta Burmeister, 1861
- Leptotyphlops albipunctus (Burmeister, 1861)
- Leptotyphlops albipuncta (Burmeister, 1861)
- Leptotyphlops melanotermus Cope, 1862
- Leptotyphlops weyrauchi Orejas-Miranda, 1964

Epictia albipuncta est une espèce de serpents de la famille des Leptotyphlopidae.

## Répartition
Cette espèce se rencontre en Venezuela, Argentine, au Pérou, en Bolivie, au Paraguay et au Brésil.

## Taxinomie
Kretzschmar en 2006 a placé Leptotyphlops melanotermus et Leptotyphlops weyrauchi en synonymie avec Epictia albipuncta et a démontré que Burmeister avait la priorité sur Jan.

## Publication originale
- Burmeister, 1861 : Reise durch die La Plata Staaten mit besonderer Rücksicht auf die physische Beschaffenheit und den Culturzustand der Argentinischen Republik. Ausgeführt in den Jahren 1857, 1858, 1859 und 1860. Halle, H.W. Schmidt, p. 1-538 (texte intégral).